# Oglio
Oglio je řeka v severní Itálii v Lombardii. Patří mezi nejvýznamnější přítoky Pádu. V jejím povodí se nachází nejvýkonnější italské přečerpávací elektrárny, dolní část toku je od starověku využívána pro zavlažování. Řeka o délce 280 km, při ploše povodí 6 815 km2 přispívá do Pádu průměrným průtokem 137 m3/s.

## Geografie

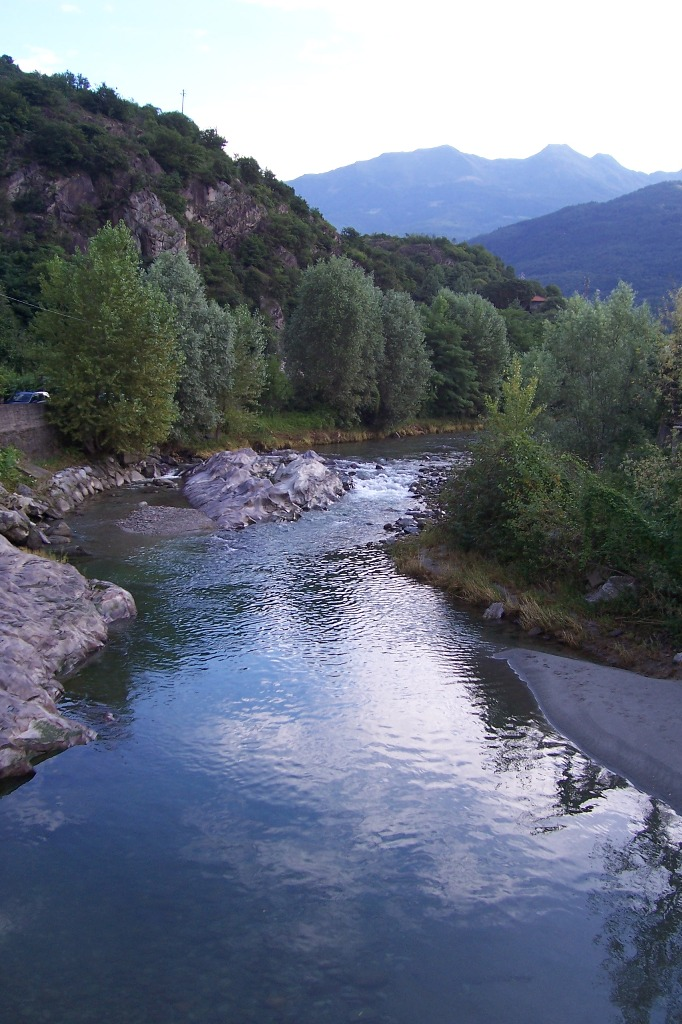
Oglio v údolí Val Camonica

Hranici povodí tvoří na západě rozvodí s řekou Adda, na severu s řekou Noce a na východě s řekou Sarca-Mincio. Horní tok je osou údolí Val Camonica. Oglio vzniká soutokem horkých říček Frigidolfo a Narcanello v horském středisku Ponte di Legno v nadmořské výšce 1253 metrů. Pramenná oblast obou zdrojů se nalézá v nadmořské výšce přes 3 000 metrů. Nejvyšším bodem povodí je Monte Adamello s nadmořskou výškou 3 554 metrů. Od svého vzniku řeka protéká horským údolím a rovnoměrně přijímá z bočních údolí přítoky o průměrných průtocích 1–3 m3/s. Na konci údolí Val Camonica řeka vyplňuje morénový zátaras za vzniku jezera Iseo. Po jeho překonání se vlévá do Pádské nížiny a mění se z horské řeky v meandrující nížinný tok. Pod Torre d ‘Oglio se zleva vlévá do Pádu. Největší přítoky vznikají v údolích, souběžných s Val Camonica. Jsou to Mella s průměrným průtokem 11 m3/s vytékající z údolí Val Trompia a řeka Chiesse s průměrným průtokem 36 m3/s vytékající z údolí Val Sabbia. Většina vody řeky Oglio tak pochází z alpských údolí, nazývaných Tre Valli Bresciane – Tři údolí brescianské. Provincie Brescia je tak hlavním správcem energetických i zavlažovacích aktivit řeky Oglio.  

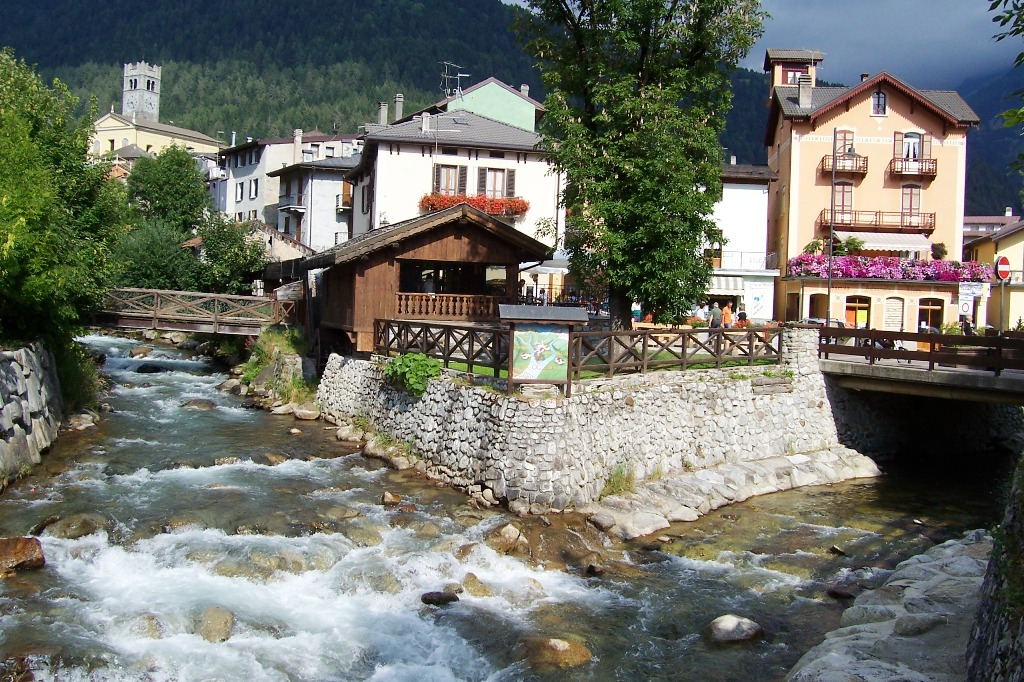
Vznik řeky Oglio v Ponte di Legno

## Hydrologie
V seznamu přítoků Pádu zaujímá Oglio 2. místo v délce po řece Adda, 3. místo v průměrném průtoku po Ticino a Adda a 4. místo v ploše povodí po Tanaro, Adda a Ticino. Povodí obsahuje 19,6 km2 ledovcového povrchu, většinu (19,0 km2) ve skupině Adamello a zbytek tvoří malé ledovcové jazyky u průsmyku Gavia.  Vysokohorská údolí tvoří téměř polovinu sběrné plochy, což zajišťuje dostatečná letní minima. Regulační schopnost jezera Iseo byla umocněna ještě vybudováním hráze v Sarnico na výtoku z jezera. Oglio v povodí Pádu patří mezi toky s režimem poměrně vyrovnaným bez častých katastrofálních extrémů. Průtok se pohybuje v rozmezí mezi 30 m3/s při letních minimech a 450 m3/s při podzimních kulminacích. Při vytrvalých lijácích mohou povodně přesáhnout 1000 m3/s. V roce 1540 je zaznamenán případ vyschnutí koryta. Povodeň ze 16. září 1960 si vyžádala 12 obětí v horské a 5 obětí v nížinné části toku.

## Osídlení
Neolitické osídlení alpské části toku je doloženo díky věhlasným skalním kresbám. Předindoevropský kmen Camuni dal údolí jméno Val Camonica a jeho osídlení zůstalo stabilní až do romanizace. Oblast kolem nížinného toku byla osídlena pestrou skladbou kmenů a tvořila hranice různých populací a administrativně odlišných území. Od římského období do konce 19. století řeka hrála roli dopravní cesty pro zemědělské produkty, dřevo a kovy z brescianských údolí. Právo na využití řeky pro zavlažování a rybolov bylo předmětem sporů mezi Brescií a Bergamem, v dolní části i s Cremonou. Milovník lombardské roviny s nekonečnými topolovými větrolamy Leonardo da Vinci popsal tok Oglia a navrhl kanál mezi Brescií a Bergamem.
Největším městem na řece je Palazzolo sull'Oglio s 20 000 obyvateli, největším městem v povodí je Brescia, protékaná přítokem Mella.Historický význam toku dokladují četné římské mosty.Těsně před přítokem do Pádu překonává řeku Oglio jeden ze dvou posledních pontonových mostů v Itálii.  

## Fauna a flóra
Zdrojnice Frigidolfo protéká národním parkem Stelvio, většina levostranných přítoků ve Val Camonica vzniká v parku Adamello Brenta. Tyto přírodní rezervace poskytují chráněný domov alpské flóře i fauně. V nížinné části toku je Palazzolo sull'Oglio jediným sídlem, které obklopuje oba břehy. Podél břehu Oglia tak existuje až po Pád souvislý pás původních lužních oblastí, rozdělených řekou Mella na regionální přírodní parky Parco Oglio Nord a Parco Oglio Sud.

Průmyslový rybolov není rozšířen, alpské části povodí vytváří revíry pro lov pstruha potočního i mramorovaného. V září 1992 proběhl ve Val Camonica v Darfo Boario Terme Světový pohár v lovu pstruhů. 

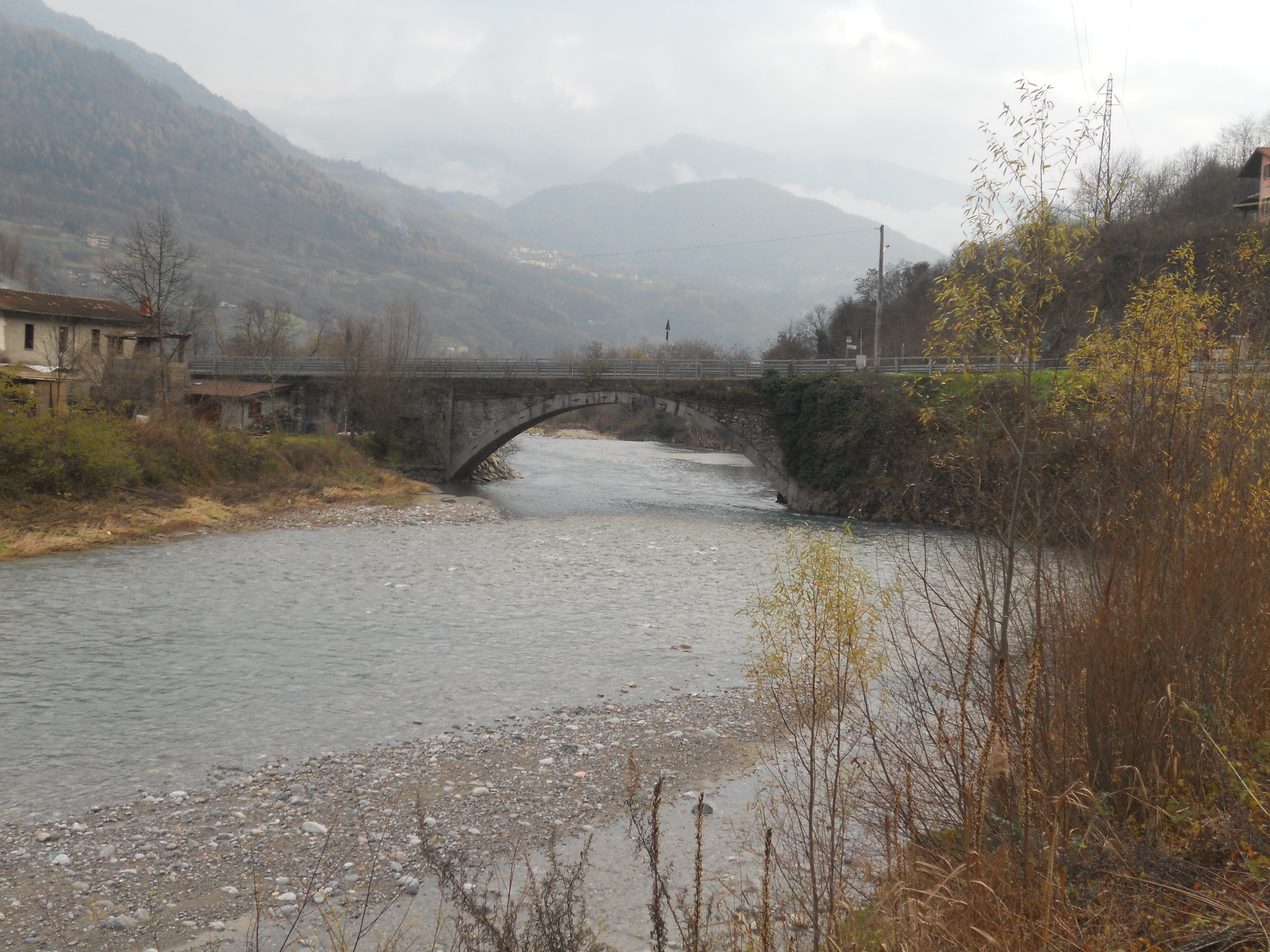
Ve Val Camonica-Losine
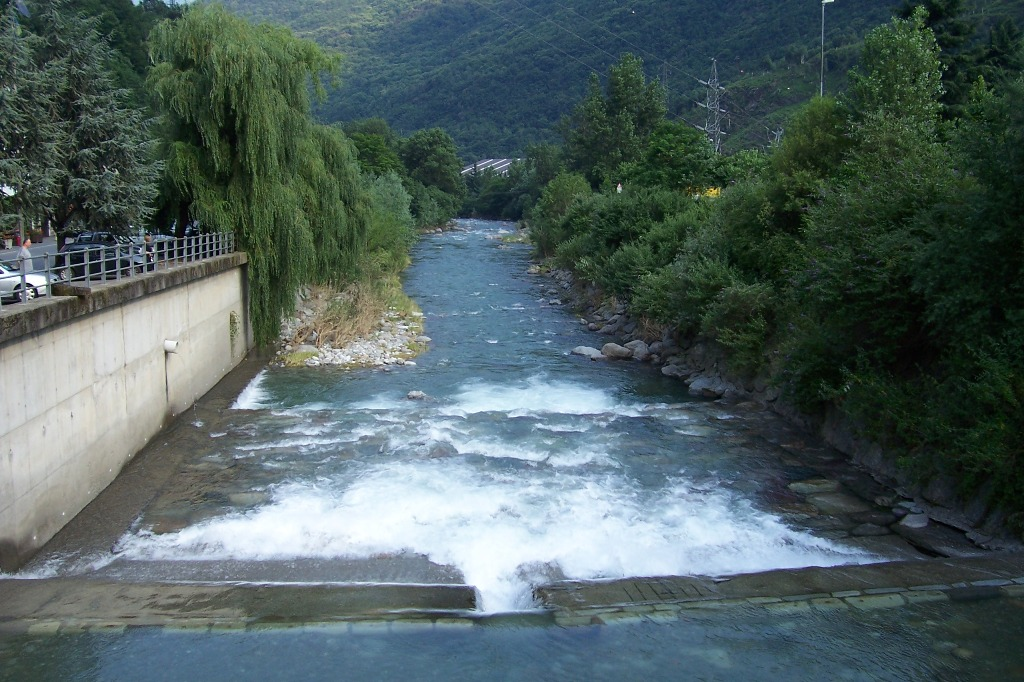
Ve Val Camonica ve Forno d'Allione
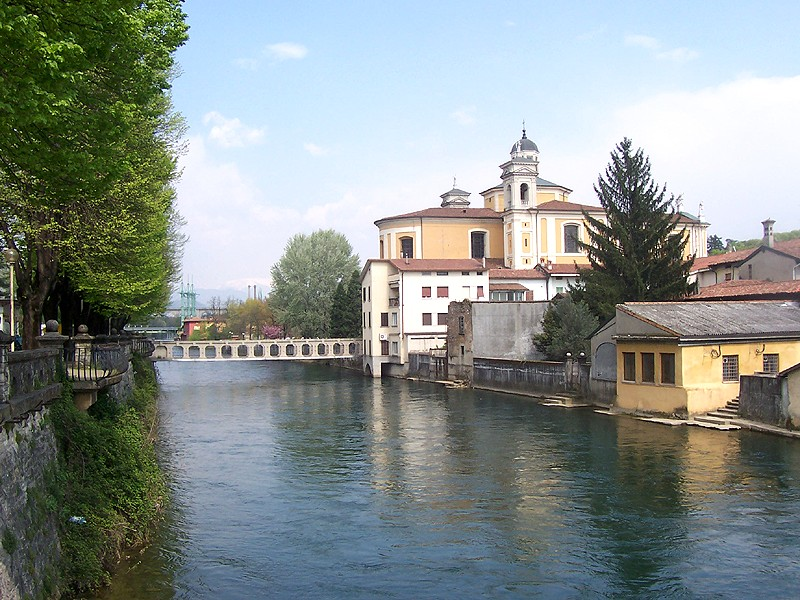
V Palazzolo sull'Oglio
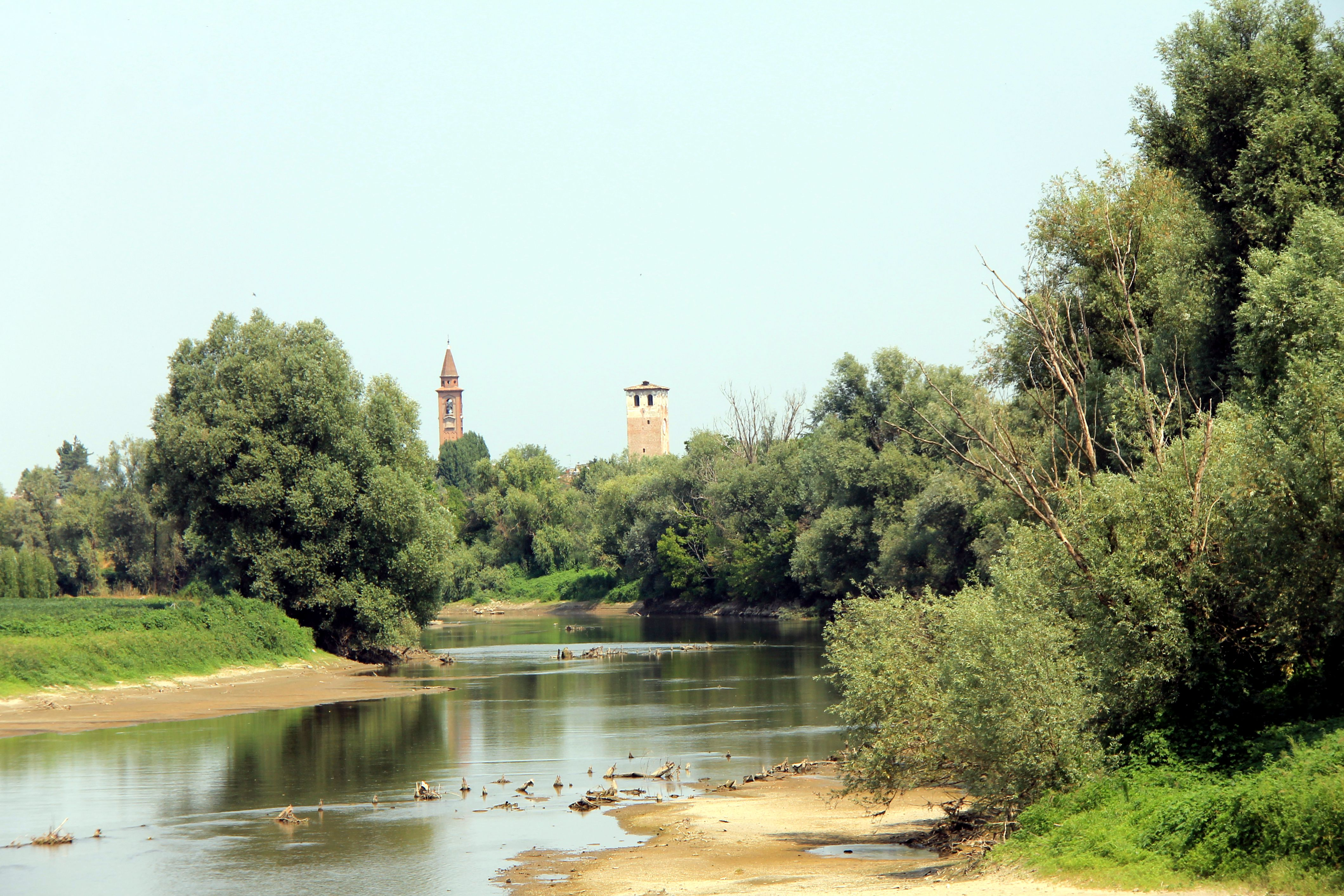
Slepé rameno v Oglio Sud
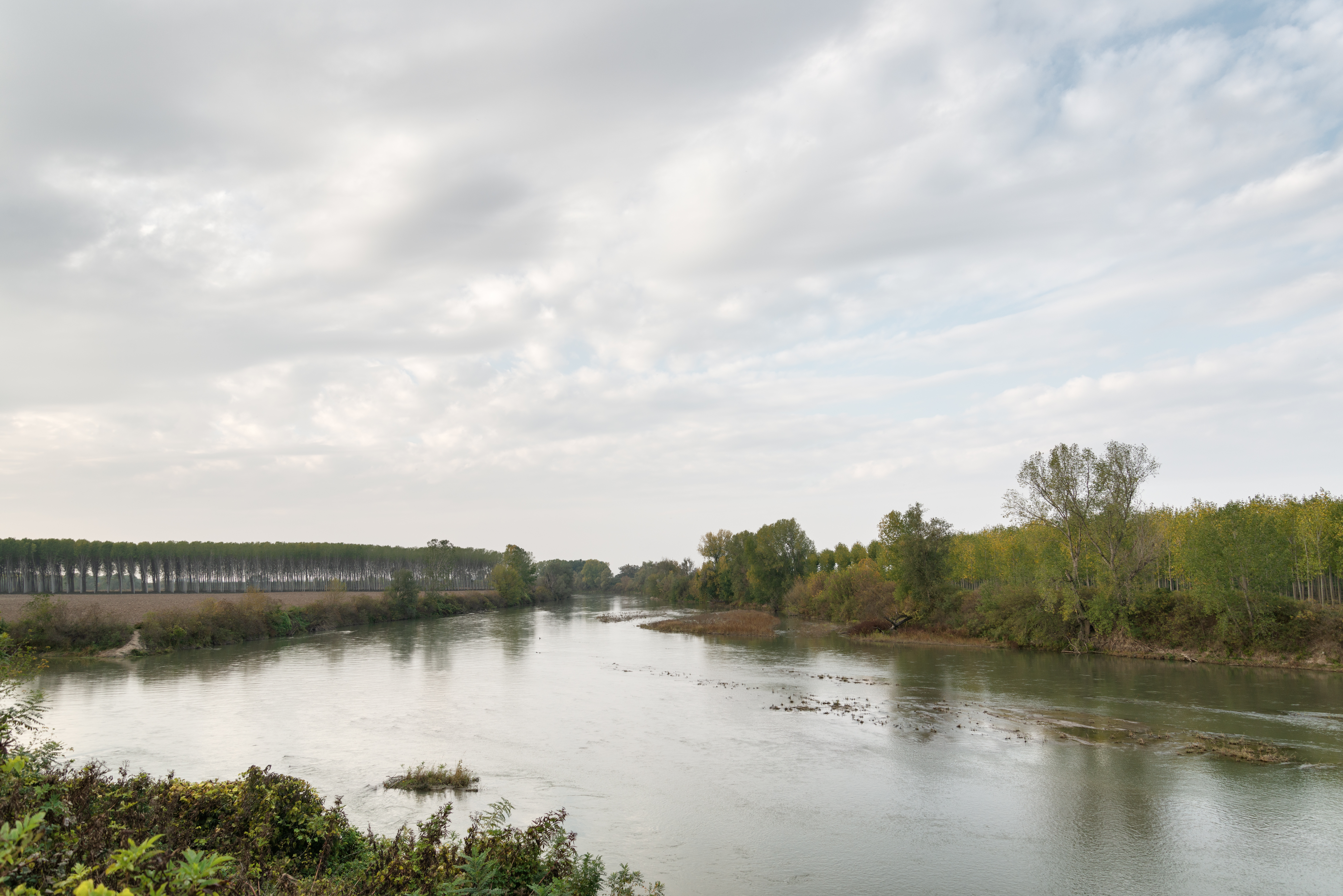
Mantova-Poslední kilometr před soutokem

## Zavlažování
Severně od Pádu byly od středověku vyvinuty rozsáhlé zavlažovací systémy. Oglio se stala jednou z nejvyužívanějších italských řek pro zavlažování. Zakladatel moderní hydrodynamiky, brescianský rodák Benedetto Castelli (1578 - 1643), vytvořil svou revoluční práci Měření tekoucích vod právě z popudu vodní distribuce na Ogliu. Voda Oglia zásobovala oblasti Brescia, Bergamo a Cremona. Zdrojovou severní oblast po staletí spravovala Benátská republika a spory o vodu se sousedními oblastmi přerůstaly v krvavé střety. Po zániku Serenissimy se veškeré povodí Oglia dostalo pod správu jediného státu, ale souboje pokračovaly s nezměněnou intenzitou mezi menšími celky hospodářskými. Staleté spory ukončila až regulační hráz postavená v roce 1933 při výtoku z jezera Iseo, na níž navázal závazný dokument o distribuci vod nazvaný Pace dell’Oglio  - Mír Oglia.

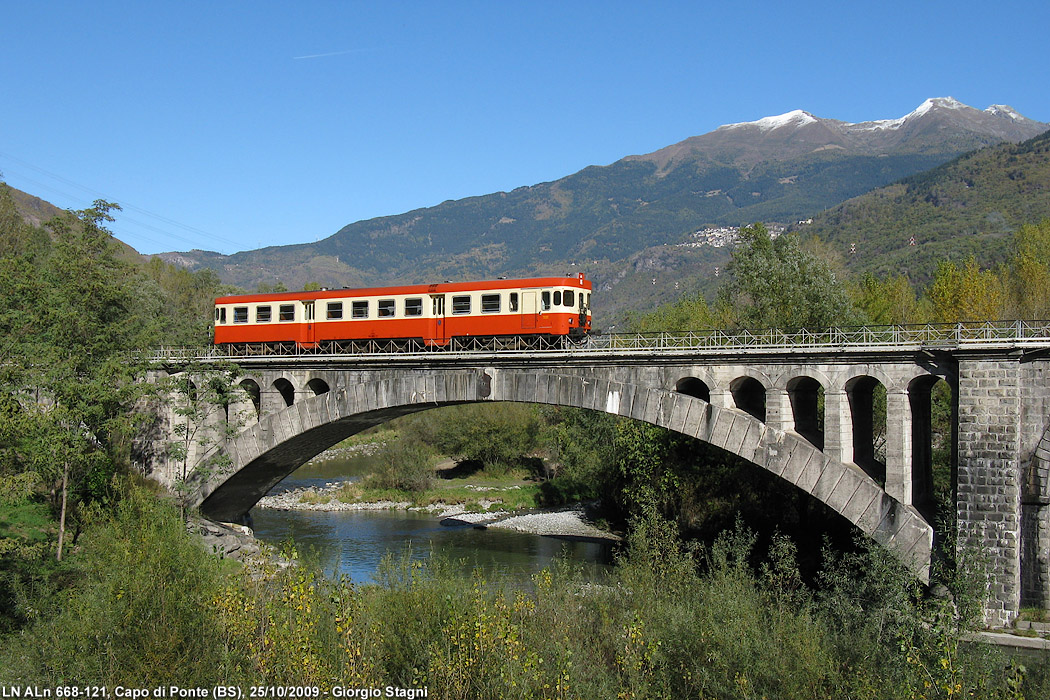
Ve Val Camonica
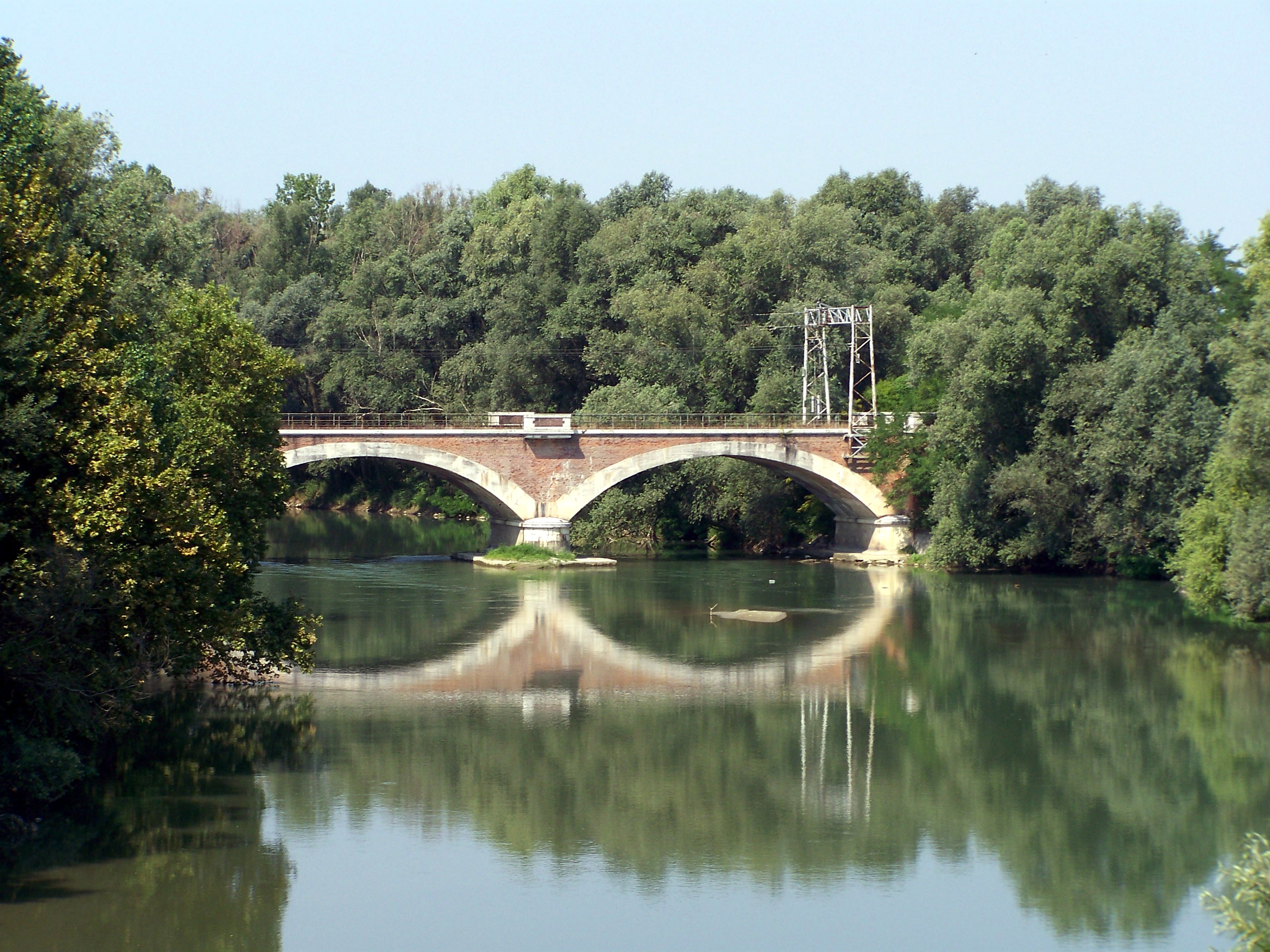
Železniční most trati Brescia - Cremona
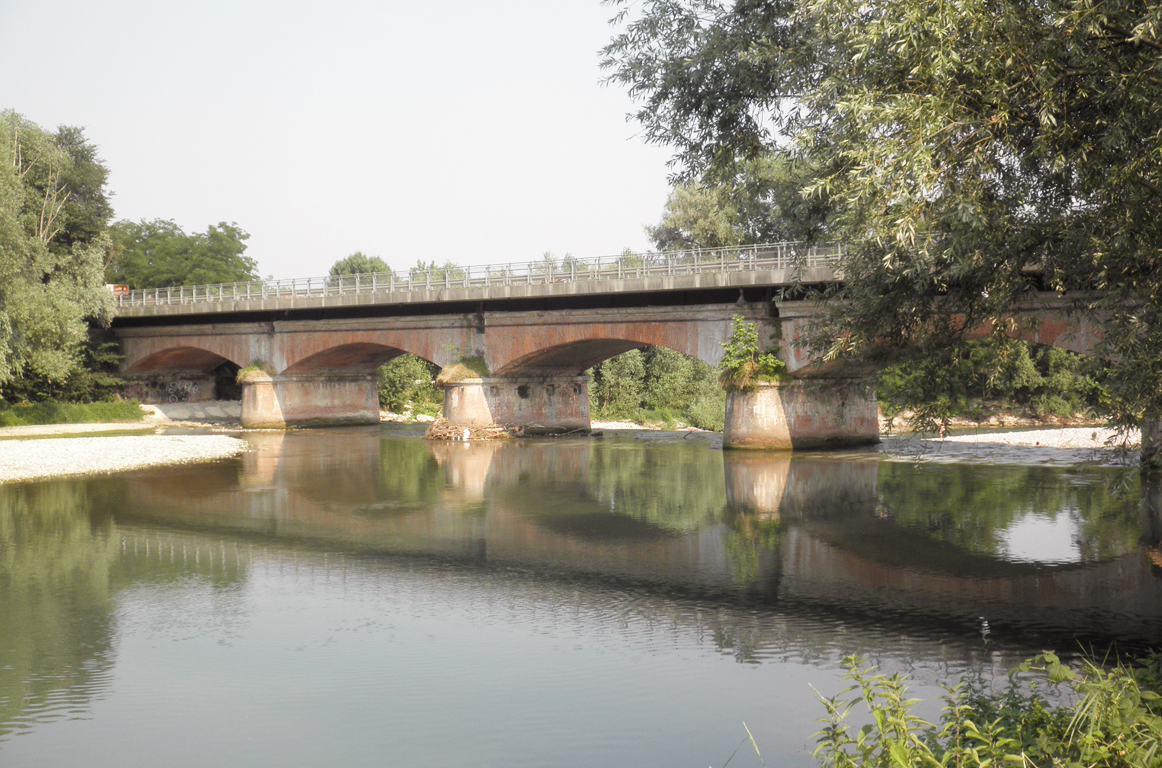
Silniční most na dolním toku
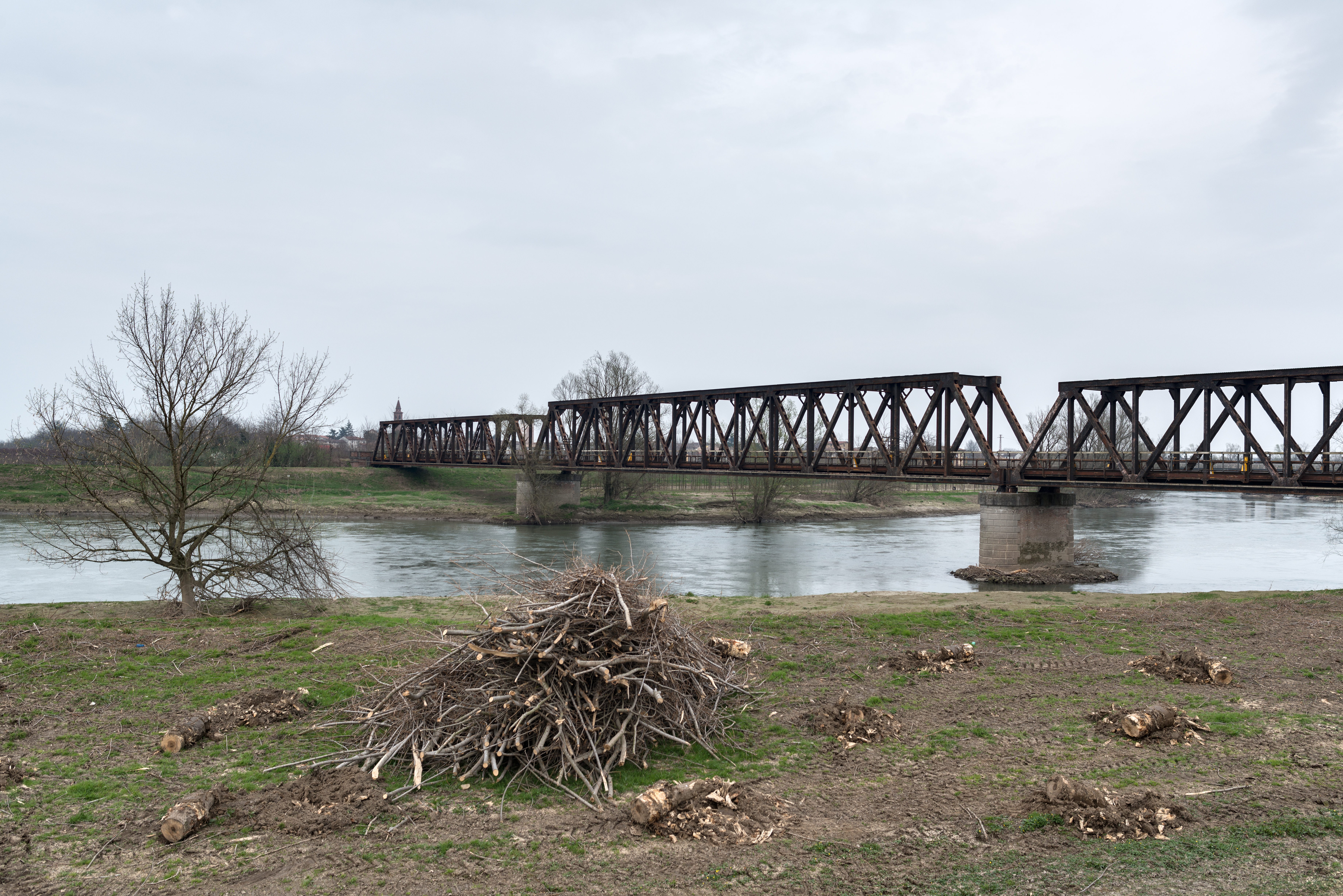
Železniční most u Cremony
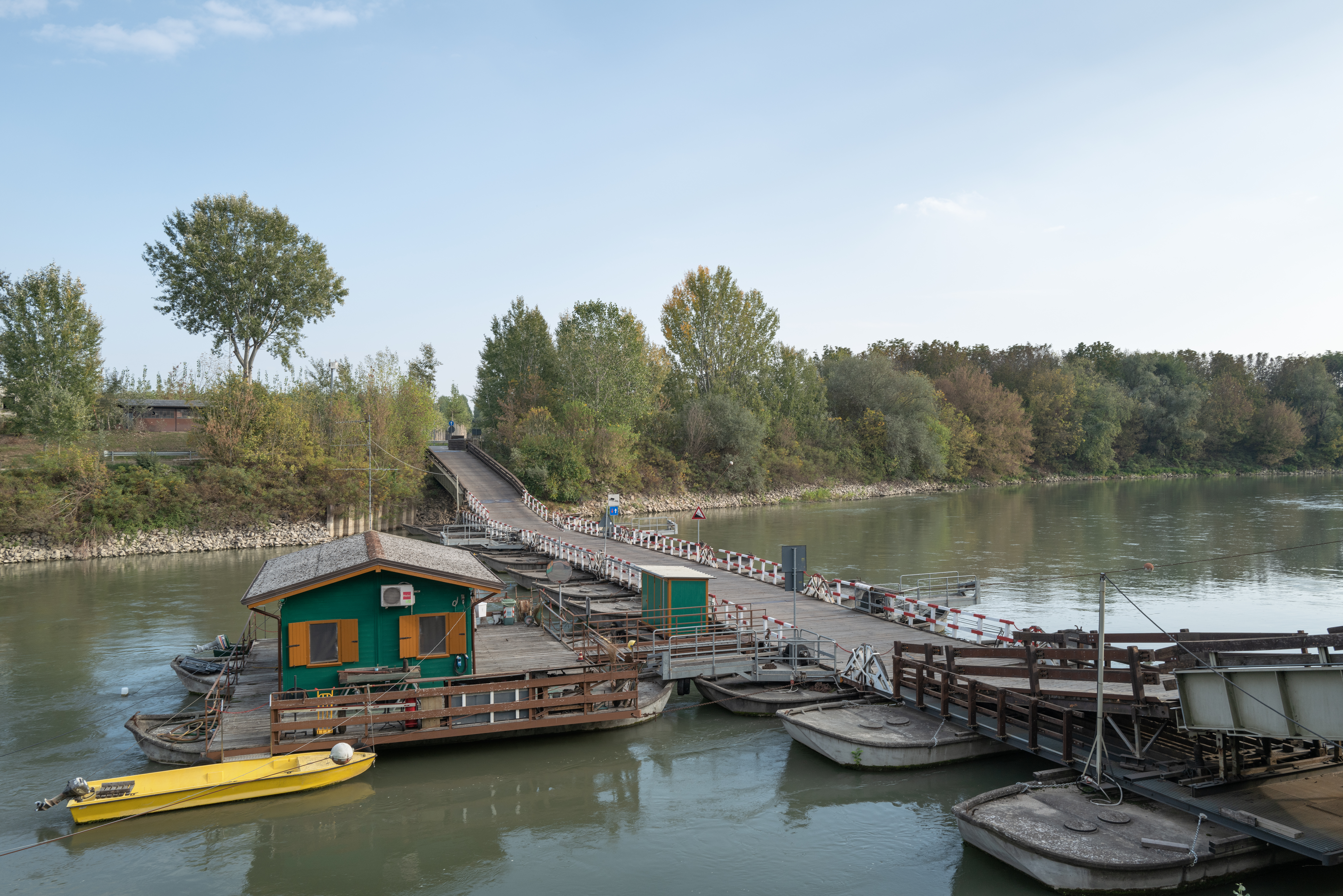
Pontonový most těsně před vtokem do Pádu

## Energetika
Nevýznamné průtoky v hustě zabydleném horském údolí neumožnily vzniknout významným průtočným vodním dílům, využití větších průtoků v dolní části zabránil plochý reliéf. Ve Val Camonica je voda využívána v menších elektrárnách či k přímému pohonu menších provozoven ve výkonovém rozmezí od desítek po stovky kilowattů.

V povodí Oglia se však nalézají největší italské přečerpávací elektrárny. Projekt využití obrovského spádu na přítocích vznikl již koncem 19. století. V roce 1922 byla uvedena do provozu elektrárna v Temú, využívající spádu od umělých jezer v údolí říčky Avio na úpatí Monte Adamello. Celkový výkon elektrárny 65 MW ve své době elektrárnu umísťoval mezi nejvýkonnější v Evropě. Od roku 1985 je elektrárna Temú národní technickou památkou. Voda z jezer Avia byla odvedena podzemním tunelem níže do města Edolo a nová elektrárna byla vybudována jako přečerpávací. Díky spádu 1265 metrů se elektrárna Edolo stala třetí nejvýkonnější v Itálii. Je schopna poskytnout celkový výkon 1000 MW při průměrné roční výrobě 730 GWh. Níže po proudu pracuje při výkonu 568 MW přečerpávací elektrárna San Fiorano, využívající jako horní hladinu jezero d'Arno, rovněž z masivu Monte Adamello. Tato elektrárna drží v Itálii primát v pracovním spádu hodnotou 1404 metrů.

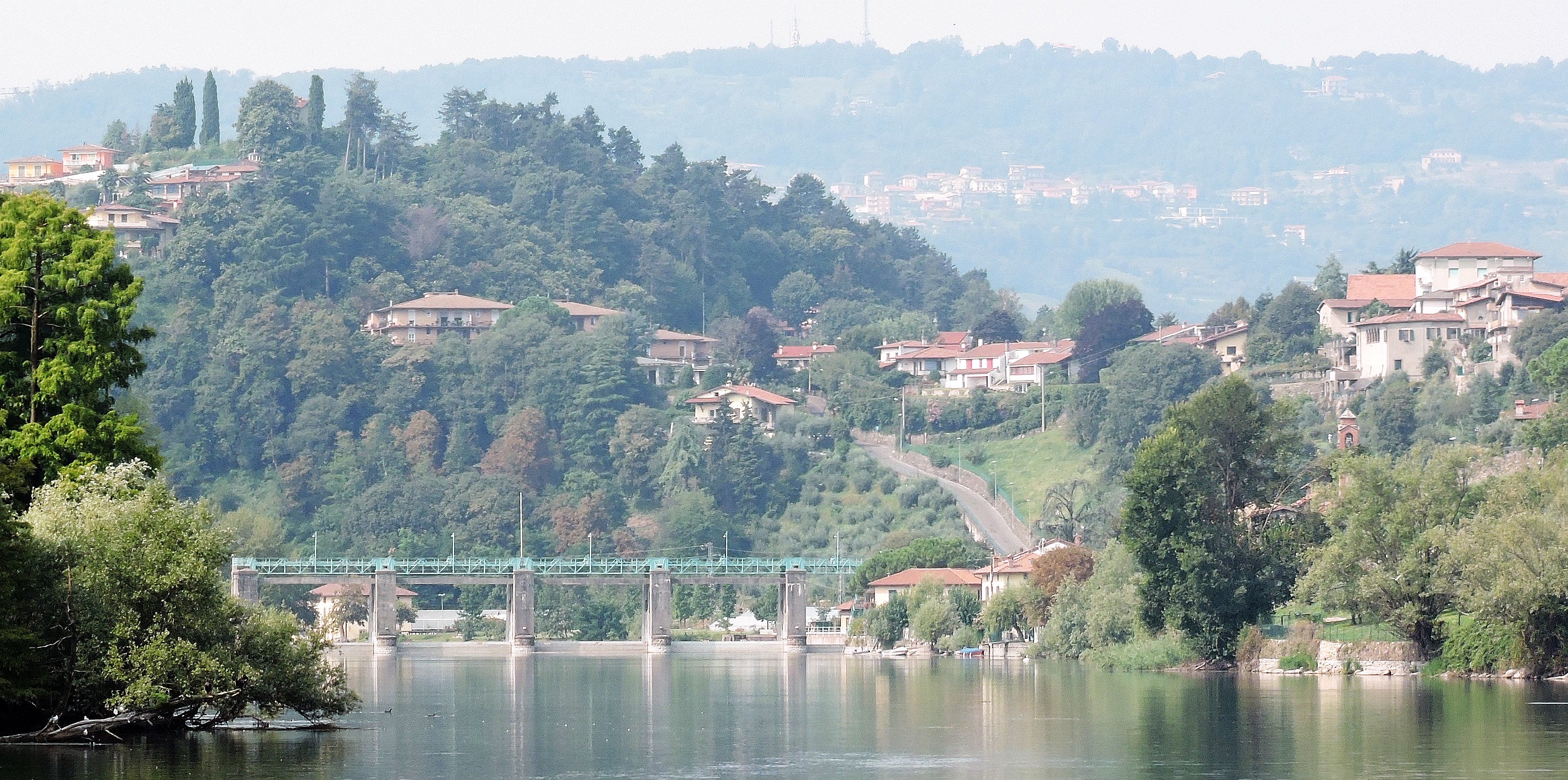
Regulační hráz v Sarnico
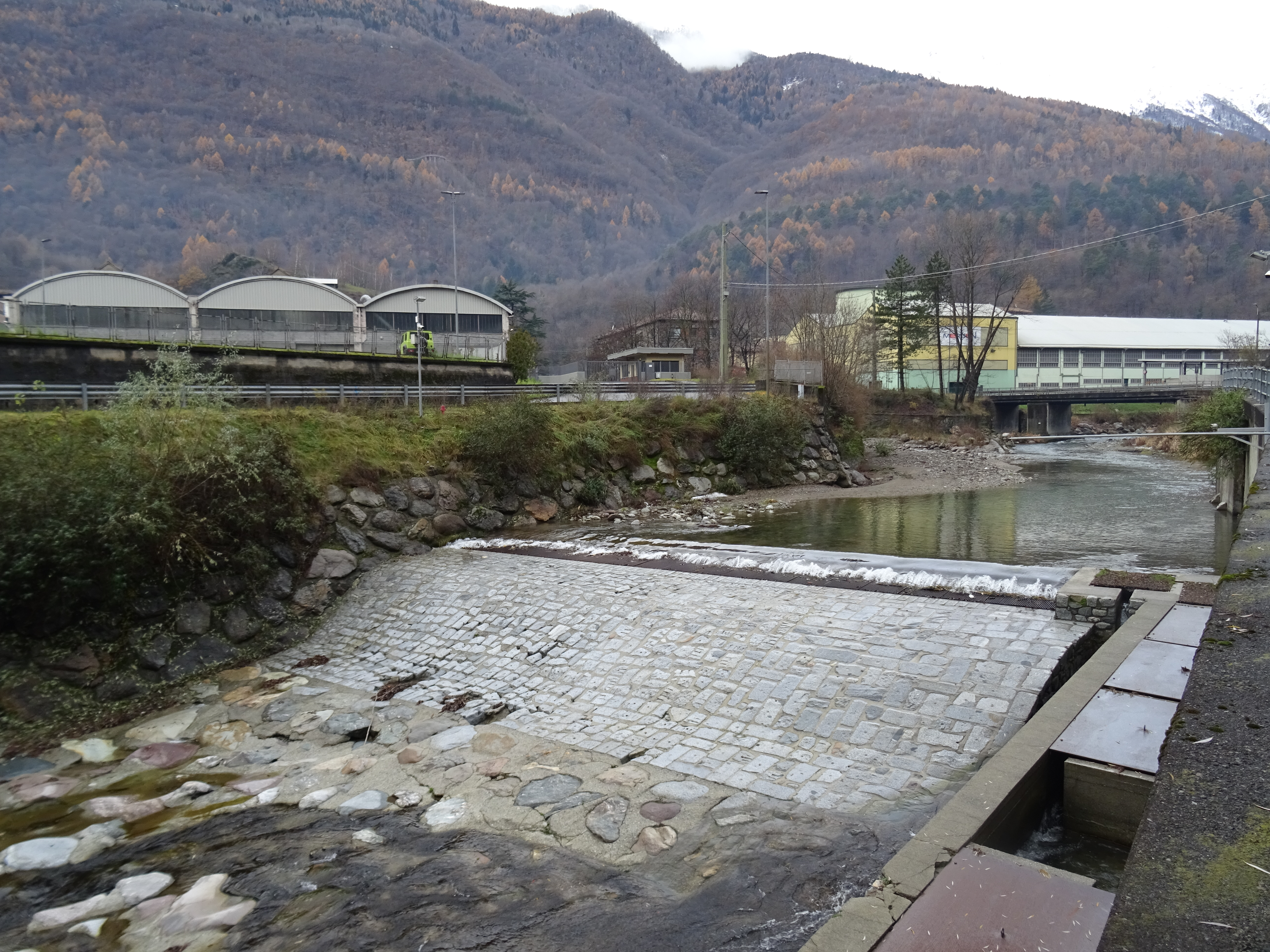
MVE ve Val Camonica
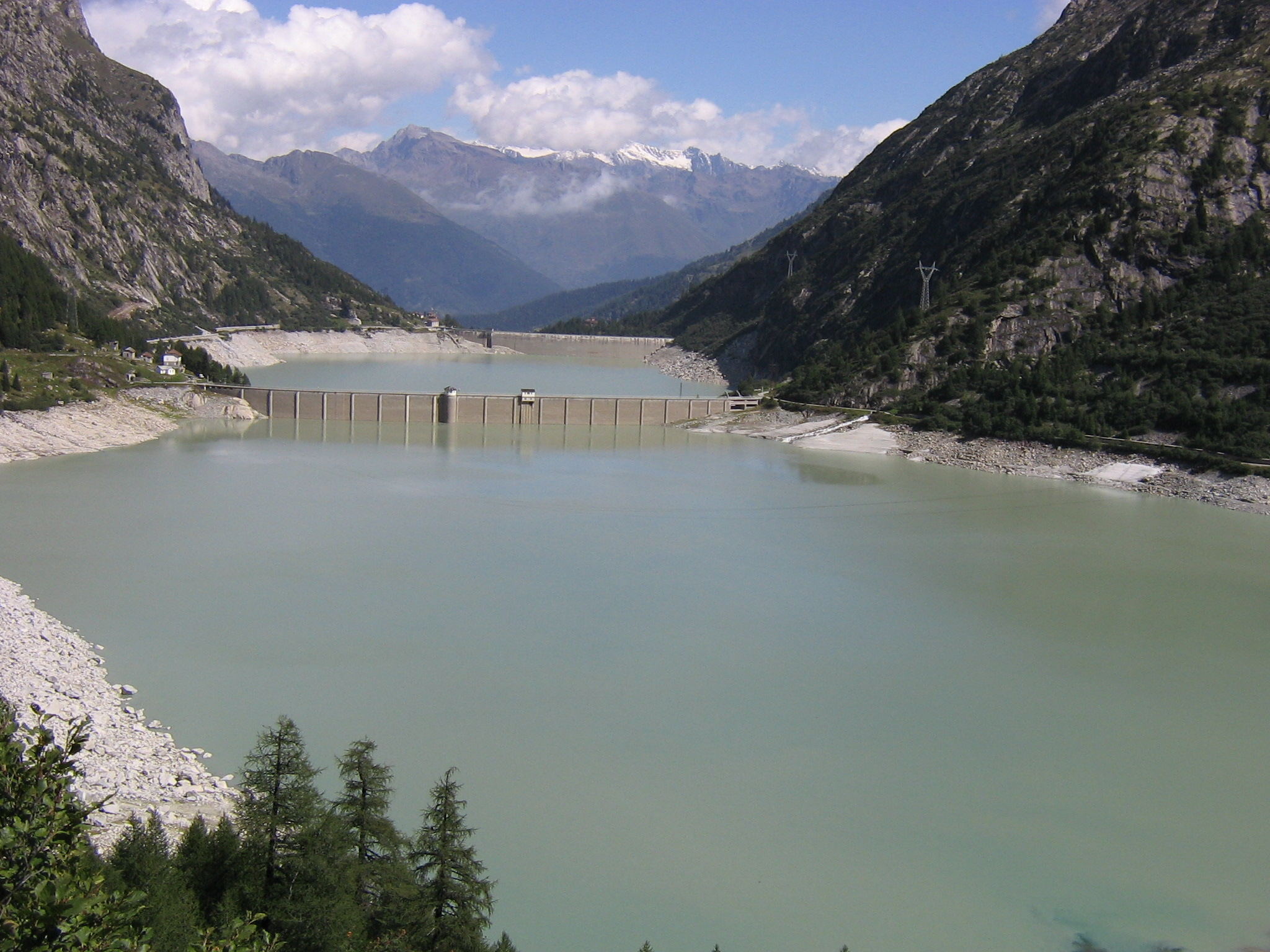
jezero Avio
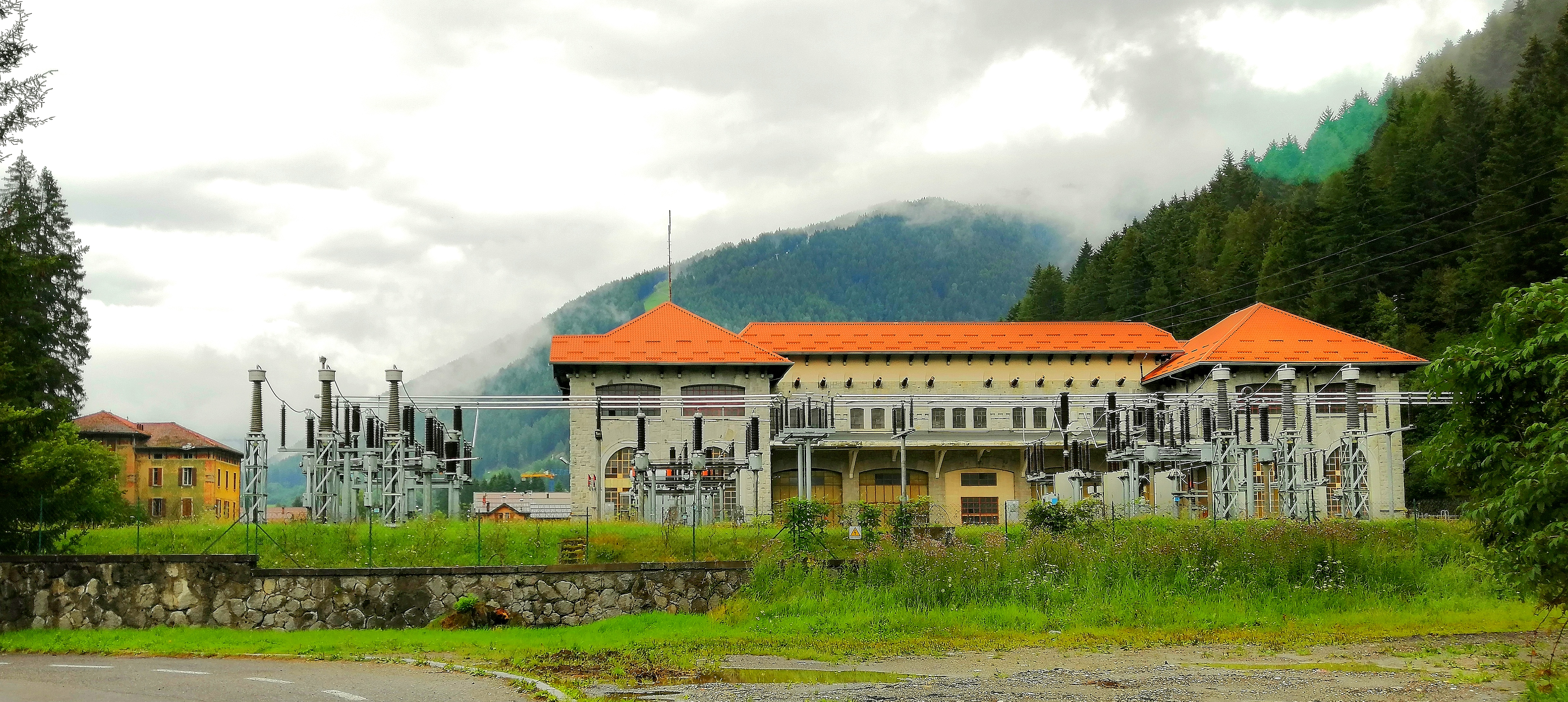
Historická elektrárna v Temú